# Oleksandr Kolos
Oleksandr Kolos (ukrainisch Олександр Колос; * 5. Juli 1986) ist ein ukrainischer Biathlet.
Oleksandr Kolos bestritt seine erste internationale Meisterschaft bei den Junioren-Weltmeisterschaften 2003 in Kościelisko, wo er 35. des Einzels wurde, 45. im Sprint und 27. im Verfolgungsrennen. Ein Jahr später kamen in der Haute-Maurienne ein 44. Platz im Sprint, Rang 29 in der Verfolgung und Platz acht im Staffelrennen hinzu. Kurz darauf trat er in Minsk auch bei den Juniorenrennen der Biathlon-Europameisterschaften 2004 an. Im Einzel wurde Kolos 18., 36. des Sprints und 25. der Verfolgung. Mit Igor Jaschenko, Serhij Sednjew und Oleh Bereschnyj gewann er zudem im Staffelrennen die Silbermedaille. Es folgte die Teilnahme an den Sommerbiathlon-Weltmeisterschaften 2004, der ersten Großveranstaltung bei den Senioren. In Osrblie erreichte er im Sprint den 33., im Verfolgungsrennen den 31. Platz. Auch 2005 nahm der Ukrainer an den Junioren-Weltmeisterschaften, die dieses Mal in Kontiolahti stattfanden, teil und lief auf die Ränge sechs im Einzel und vier in der Verfolgung, nachdem er zuvor schon im Sprint die Bronzemedaille gewonnen hatte. Mit der Junioren-Staffel wurde er Siebter, mit der Staffel im Jugendrennen gewann er die Bronzemedaille. Auch bei der Junioren-EM in Nowosibirsk erreichte Kolos ausschließlich einstellige Platzierungen. Im Einzel erreichte der Ukrainer den sechsten Platz, im Sprint Platz acht und in der Verfolgung wurde er Siebter. Mit Jaschenko, Yevhen Horbechov und Bereschnyj gewann er als Schlussläufer im Staffelrennen Bronze. 2006 startete er zum vierten Mal bei den Junioren-Weltmeisterschaften. In Presque Isle kam er auf den 28. Platz im Einzel, wurde sowohl im Sprint wie auch in der Verfolgung 30. und Zehnter mit der Staffel. Im weiteren Verlauf des Jahres nahm er auch an den Sommerbiathlon-Weltmeisterschaften 2006 in Ufa teil, dieses Mal aber bei den Juniorenrennen. Im Crosslauf-Sprint lief er auf den 17. Platz und wurde auf Skirollern Zehnter im Sprint und Siebter der Verfolgung.
2007 nahm Kolos nochmals an allen drei Junioren-Großereignissen teil, bei denen er schon zuvor startete. Bei der JWM in Martell wurde der Ukrainer 51. des Einzels und Fünfter im Staffelwettbewerb. In Bansko folgte die Teilnahme an den Biathlon-Europameisterschaften 2007 mit dem Platz 20 im Einzel, 14 im Sprint und fünf in der Verfolgung. In der Staffel gewann er mit Witalij Koschuschko, Witalij Kiltschyzkyj und Artem Pryma erneut Bronze als Schlussläufer. Im Sommer folgten in Otepää die Sommerbiathlon-Weltmeisterschaften 2007, bei denen Kolos im Cross Elfter des Sprint und Sechster im Massenstart wurde und gewann mit den Semerenko-Schwestern Walentyna und Wiktorija und Andrij Bohaj in der Mixed-Staffel die Silbermedaille.
Zum Auftakt der Saison 2007/08 debütierte Kolos bei den Männern im Biathlon-Europacup, der zweithöchsten Rennserie im internationalen Biathlon. Sein erstes Rennen, einen Sprint, bestritt er in Geilo und wurde sofort Achter. Es ist zugleich seine bislang beste Platzierung im Biathlon-Cup und der nachfolgenden Rennserie, dem IBU-Cup. 2008 gab der Ukrainer in Antholz auch sein Debüt im Biathlon-Weltcup, wo er 70. eines Sprints wurde. In der Folgesaison nahm er in Ruhpolding ein zweites Mal an einem Weltcuprennen teil und erreichte mit Platz 64 im Sprint sein bestes Weltcupresultat. Erst in Duszniki-Zdrój nahm er im Rahmen der Sommerbiathlon-Weltmeisterschaften 2010 wieder an einem internationalen Großereignis teil. Im Sprint belegte er ebenso wie in der Verfolgung den 18. Platz.

## Biathlon-Weltcup-Platzierungen
Die Tabelle zeigt alle Platzierungen (je nach Austragungsjahr einschließlich Olympische Spiele und Weltmeisterschaften).
- 1.–3. Platz: Anzahl der Podiumsplatzierungen
- Top 10: Anzahl der Platzierungen unter den ersten zehn (einschließlich Podium)
- Punkteränge: Anzahl der Platzierungen innerhalb der Punkteränge (einschließlich Podium und Top 10)
- Starts: Anzahl gelaufener Rennen in der jeweiligen Disziplin

| Platzierung                      | Einzel | Sprint | Verfolgung | Massenstart | Staffel | Gesamt |
| -------------------------------- | ------ | ------ | ---------- | ----------- | ------- | ------ |
| 1. Platz                         |        |        |            |             |         |        |
| 2. Platz                         |        |        |            |             |         |        |
| 3. Platz                         |        |        |            |             |         |        |
| Top 10                           |        |        |            |             |         |        |
| Punkteränge                      |        |        |            |             |         |        |
| Starts                           |        | 4      | 1          |             |         | 5      |
| Stand: nach der Saison 2010/2011 |        |        |            |             |         |        |